# 朵拉·瑪爾
朵拉·瑪爾（Dora Maar，1907年11月22日—1997年7月16日）是一位法國女性，出生于法國，但在阿根廷長大。 她以作爲畢加索的模特、並為創作中的格爾尼卡拍攝了許多照片而出名。從1930年代開始，她為畢加索做了近十年的模特，二人關係十分親密，以至於朵拉改信天主教之後曾說她的生活中“繼畢卡索之後，僅有神”。

## 外部連結
- The Dora Maar house, and the Brown Foundation Fellows Program[]
- Examples of Dora Maar art （页面存档备份，存于）
- Examples of Dora Maar photography （页面存档备份，存于）
- Report of the two 1999 thefts in France
- Grave, Memorial of Dora Maar （页面存档备份，存于）